# 2017年國際足協洲際國家盃決賽
2017年國際足協洲際國家盃決賽是2017年國際足協洲際國家盃的冠軍戰。這場比賽將在2017年7月2日於圣彼得堡十字架體育場舉行並由準決賽勝方進行。這是2003年以來產生新冠軍因為巴西未能晉級。

## 背景
這場比賽是智利首度進入洲際國家盃決賽，它們以2015年美洲盃足球賽冠軍隊伍身份參加首次參加洲際國家盃。這也是德國首次晉級洲際國家盃決賽，由於在2014年國際足協世界盃獲得第四座冠軍而取得參賽資格。本次為其第三次在洲際國家杯出賽，德國因獲得1996年欧洲足球锦标赛的冠軍而取得1999年洲際國家盃的參賽資格，最終他們獲得小組第三名的成績。20052005因為是主辦國而自動取得參賽資格，最終獲得季軍。德國曾經獲邀參加1992年法赫德國王盃（1990年國際足協世界盃冠軍身份）、1997年洲際國家盃（1996年歐洲國家盃冠軍身份）及2003年洲際國家盃（2002年國際足協世界盃亞軍身份），但當時拒絕參賽
智利與德國曾對決八次，其中四次為熱身賽而另外四次為正式比賽。德國共獲勝五次，智利獲勝兩次，另有一次的結果是平手；在正式比賽的較量中，德國隊以3勝1平的戰績保持不敗。西德在1960年友誼賽中以 2-1 贏得第一次交手，翌年智利在另一場友誼賽中以 3-1 獲勝。智利主辦1962年國際足協世界盃在主場再次遇上西德，西德在小組賽中以 2-0 獲勝。雙方在1968年友誼賽中再次相遇，智利以 2-1 獲勝。 At the 1974年國際足協世界盃西德以東道主迎戰智利並以1-0戰勝對手。1982年國際足協世界盃它們第三度在世界盃相遇，西德隊在首輪比賽中以 4-1 獲勝。2014年它們時隔32年在友誼賽再次交鋒，德國1-0取勝，他們最近的一次交鋒是在小組賽階段，雙方以 1-1 戰平。
智利與德國繼分組賽後再次於決賽相遇，在洲際國家盃歷史上第三次出現，包括1997年 (巴西及Australia) 及2009年 (美國及巴西)。這場決賽亦是南美國家破紀錄連續第四次洲際國家盃決賽，南美國家累積第八次進入決賽，其中包括2005年阿根廷和巴西的南美決賽，另外六場比賽，南美隊四次獲勝（1992年阿根廷，1997年、2009年和2013年巴西），兩次失利（1995年阿根廷，1999年巴西）；這場決賽是歐洲國家第五次進入決賽，三勝（1995年丹麥，2001年和2003年法國），一負（2013年西班牙）；這場南美和歐洲國家之間的第三次決賽，兩大洲各贏一場，南美國家巴西在2013年擊敗西班牙，歐洲國家丹麥在1995年擊敗阿根廷。
這場決賽是繼2003年後誕生一支新的洲際國家盃冠軍，過往奪得過洲際國家盃冠軍包括阿根廷、丹麥、巴西、墨西哥及法國，最近三屆洲際國家盃冠軍均由巴西獲得。如果智利贏了，它們將把南美國家的連續決賽勝場數擴大到四場，總決賽的勝場數將擴大到六場。 如果德國贏了，他們會將歐洲國家的決賽勝場數擴大到四場，僅次於南美國家的五場勝利，排名第二。

## 晉級過程
| 排名 | 隊伍   | 賽 | 分 |
| ---- | ------ | -- | -- |
| 1    | 德国   | 3  | 7  |
| 2    | 智利   | 3  | 5  |
| 3    |        | 3  | 2  |
| 4    | 喀麦隆 | 3  | 1  |

| 排名 | 隊伍   | 賽 | 分 |
| ---- | ------ | -- | -- |
| 1    | 德国   | 3  | 7  |
| 2    | 智利   | 3  | 5  |
| 3    |        | 3  | 2  |
| 4    | 喀麦隆 | 3  | 1  |

## 比賽

### 資料
| 2017年7月2日 21:00 MSK |

| 智利 | 0–1  | 德国 |
| ---- | ---- | ---- |
|      | 報告 | 20'  |

| 圣彼得堡，十字架體育場 觀眾人數：57,268 ：米洛拉德·馬哲（塞尔维亚） |

| 智利 | 德國 |

| GK                 | 1  | 哥迪奧·巴禾 (c)   | 90' |     |
| RB                 | 4  | 毛里西奧·伊斯拉   |     |     |
| CB                 | 17 | 加利·美度         |     |     |
| CB                 | 18 | 干沙路·查拉       | 65' |     |
| LB                 | 15 | 尚·比奧斯祖奧     |     |     |
| DM                 | 21 | 馬些路·戴亞斯     |     | 53' |
| CM                 | 20 | 查里斯·艾蘭古斯   |     | 81' |
| CM                 | 10 | 柏保路·靴南迪斯   |     |     |
| AM                 | 8  | 艾圖路·維度爾     | 59' |     |
| CF                 | 11 | 伊度亞度·華加斯   | 75' | 81' |
| CF                 | 7  | 阿歷斯·山齊士     |     |     |
| 後備:              |    |                   |     |     |
| FW                 | 19 | 李安納度·華倫西亞 |     | 53' |
| FW                 | 9  | 安祖路·沙加爾     |     | 81' |
| FW                 | 22 | 艾特臣·佩治       |     | 81' |
| 領隊:              |    |                   |     |     |
| 祖安·安東尼奧·比斯 |    |                   |     |     |

| GK          | 22 | 馬克-安德烈·達史特根 |       |       |
| CB          | 4  | 馬菲亞斯·真達        |       |       |
| CB          | 16 | 安東尼奧·魯迪格      |       |       |
| CB          | 2  | 施高丹·梅斯達菲      |       |       |
| RM          | 18 | 約舒亞·甘美治        | 59'   |       |
| CM          | 8  | 里昂·哥列斯卡        |       | 90+2' |
| CM          | 21 | 施巴斯坦·魯迪        | 90+2' |       |
| LM          | 3  | 莊拿斯·赫達          |       |       |
| RW          | 13 | 拉爾斯·史甸度        |       |       |
| LW          | 7  | 尤利安·達斯拿 (c)    |       |       |
| CF          | 11 | 添姆·華拿            |       | 79'   |
| 後備:       |    |                      |       |       |
| MF          | 14 | 安利·簡恩            | 90'   | 79'   |
| DF          | 17 | 尼卡拉斯·蘇利        |       | 90+2' |
| 領隊:       |    |                      |       |       |
| 祖亞占·路維 |    |                      |       |       |

| 最佳球員： 馬克-安德烈·達史特根 （德國） 助理裁判: Milovan Ristić (塞爾維亞) Dalibor Đurđević (塞爾維亞) 第四裁判: Damir Skomina (斯洛文尼亞) 視頻助理裁判: Clément Turpin (法國) Jure Praprotnik (斯洛文尼亞) 助理視頻助理裁判: Artur Soares Dias (葡萄牙) | 比賽規則 - 90分鐘. - 如果打平進行30分鐘加时赛 - 如果仍平進行互射十二碼 - 每邊可換三人，加時賽可換第四人。 |

## 另見
- 2017年洲際國家盃淘汰賽
- 2018年國際足協世界盃

## 外部連結
- Official site（页面存档备份，存于）
- Official Documents and Match Documents（页面存档备份，存于）